# München Mord: Nix für Angsthasen
Nix für Angsthasen ist ein deutscher Fernsehfilm aus dem Jahr 2025 von Regisseur Matthias Kiefersauer, der gemeinsam mit Alexander Liegl das Drehbuch schrieb. Es handelt sich um die 20. Folge der Kriminalfilmreihe München Mord mit Bernadette Heerwagen, Alexander Held und Marcus Mittermeier in den Hauptrollen.

## Handlung
Christoph Bojanski, ein Angestellter der Versicherung Monaco Assekuranz in der Parkstadt, wird tot aufgefunden. Laut Gerichtsmediziner Dr. Heise ist er an einem Herzinfarkt gestorben. Die Arbeitskollegen beschreiben das Opfer als biederen, unauffälligen Mensch, über dessen Privatleben sie absolut nichts wüssten. Das Trio Angelika Flierl, Harald Neuhauser und Ludwig Schaller nimmt die Ermittlungen auf. Der Tote soll vor fünf Jahren einen Raubüberfall auf einen Kiosk im Münchner Tierpark verhindert haben. Täter Viktor Schratz hatte Rache angekündigt und wurde vor kurzem wegen guter Führung vorzeitig entlassen. Er lebt nun mit Puppensammlerin Heidi Belling zusammen und gibt sich vollkommen gewandelt und friedfertig.
Mit Max Hämmerle meldet sich ein zweiter Retter aus dem Überfall. Er hat Angst vor Schratz und fordert Polizeischutz. Das damalige Opfer Sara von Hohenburg musste ihr Tiermedizin-Studium aufgeben und ist nun als Hundeausführerin tätig, Auch sie wäre ein mögliches Ziel eines angenommenen Rachefeldzuges von Schratz. 
Bojanski hatte eine blinde Postadresse mitten im Wald. Im dortigen Briefkasten finden die Ermittler Briefe von Karina Niederlechner und Lilly Ertl. Es stellt sich heraus, dass Bojanski abwechselnd bei jeweils einer von ihnen lebte, und zu jeder eine Liebesbeziehung führte, ohne, dass die jeweils andere etwas davon wusste. Beide Frauen sind zudem schwanger von Bojanski. 
Eines Nachts verschwindet Schratz nach einer Schlägerei in der Kapuzinerstraße, bei der drei Personen verletzt wurden, eine davon schwer. Laut Zeitungsbericht soll Schratz einen Jugendlichen beschützt haben, der von drei erwachsenen Tätern gemeinsam angegriffen wurde, bis Schratz einschritt. Max Hämmerle fühlt sich allerdings weiterhin von Schratz bedroht und sieht in dessen Zivilcourage das Gewaltpotential von Schratz bestätigt.  Die Ermittler stellen den Überfall von damals nach, dabei finden sie heraus, dass Bojanski vermutlich aus dem Schlangenhaus gekommen ist. Möglicherweise hatte er Angst vor Schlangen und der Herzinfarkt wurde durch den Anblick einer Schlange ausgelöst. Die KTU findet tatsächlich Hautschuppen einer Schlange. Lilly Ertl wusste von der Schlangenphobie von Christoph und musste deswegen vor vier Jahren ihre eigene Kornnatter Ramses weggeben. Auch Sara von Hohenburg hat unter ihren Kunden Schlangenbesitzer.
Anhand von zeitlichen Lücken in den Terminplänen von Lilly Ertl und Karina Niederlechner, gepaart mit Lücken im Dienstplan des Klinikpersonal glaubt Flierl, dass Bojanski noch eine dritte Beziehung mit der Ärztin Dr. Jutta Florin führte. Ein Foto, welches Bojanski seinen Lebensgefährtinnen von einer angeblichen Dienstreise schickte, bestätigt diesen Verdacht. Als Bojanski wegen eines Herzinfarktes vor drei Monaten in der Klinik lag, wurde er anschließend von seinen beiden Freundinnen besucht, was er nicht vor Dr. Florin verheimlichen konnte. Die Ärztin wollte nicht eine von dreien sein und kannte natürlich auch Bojanskis Schlangenphobie. Ihr Bruder hält eine Schlange, so dass sie leicht an das „Tatwerkzeug“ gelangen konnte.
Während Flierl und Neuhauser die Täterin festnehmen, gerät Hämmerle immer weiter in Panik und nimmt erst Heidi Belling, die ihren Mann suchte, und dann auch Schaller in seinem Haus als Geiseln. Gemeinsam gelingt es Flierl und Neuhauser, Hämmerle zu überrumpeln, und die Geiseln zu befreien. 
Nebenhandlungen
Angelika Flierl ist in Trudering aufgewachsen, laut ihr sei das der gefährlichste Stadtteil Münchens, unter anderem aufgrund des Busunglücks von Trudering und des Flugzeugabsturzes in Trudering, wer dort aufwachse, habe laut ihr keine Angst. Sie plant mit einer Band auf Tournee zu gehen und dafür eine längere dienstliche Auszeit zu nehmen. Nachdem die Personalabteilung bereits ihr OK gegeben hatte, entschließt sie sich aber letztendlich doch, bei ihren beiden Kollegen Schaller und Neuhauser zu bleiben. Die Band wird nicht namentlich genannt, beim "Abschiedsgespräch" von Angelika Flier zeigt sich, dass es sich um die Sportfreunde Stiller handelt.
Dr. Heise wundert sich, dass Schaller Angelika Flierl immer noch mit der veralteten Anrede Fräulein bezeichnet. Als sie ihn darauf anspricht, erklärt er ihr das mit einer Art Wertschätzung, wechselt aber zu „Frau“. Schließlich wünscht sich Flierl von ihm doch wieder die alte Anrede zurück.

## Produktion und Veröffentlichung
Die Dreharbeiten fanden vom 20. Juni bis zum 20. Juli 2023 in München und Umgebung statt. Danach entstand ab dem 22. Juli die 19. Folge Die indische Methode. Drehort war unter anderem Schwabing.
Produziert wurde der Film von der TV60Filmproduktion (Produzent Sven Burgemeister) im Auftrag des ZDF. Die Kamera führte Nathalie Wiedemann und die Montage verantwortete Ernst Lattik. Das Kostümbild gestaltete Theresia Wogh, das Szenenbild Michael Björn Köning, den Ton Rainer Plabst und das Maskenbild Anna Kirchhammer, Martine Flener und Judith Müller. Die Sportfreunde Stiller haben in dieser Folge einen kurzen Gastauftritt.
In der ZDFmediathek wurde der Film am 11. Januar 2025 veröffentlicht, die Erstausstrahlung im ZDF erfolgte am 18. Januar 2025.

## Rezeption

### Einschaltquote
Die Erstausstrahlung von München Mord – Nix für Angsthasen am 18. Januar 2025 im ZDF erreichte 6,54 Millionen Zuschauer und damit einen Marktanteil von 26,8 Prozent, in der Zielgruppe der 14- bis 49-Jährigen waren es 0,33 Millionen (Marktanteil 7,4 Prozent).

### Kritik
Rainer Tittelbach vergab auf tittelbach.tv 4,5 von 6 Sternen. Die Episode punkte mit einem besonders skurrilen Fall und besitze wieder einen deutlich komödiantischeren Einschlag und eine absurdere Note als zuletzt. Der Whodunit werde fast zur Nebensache.
Oliver Armknecht bewertete den Film auf film-rezensionen.de mit vier von zehn Punkten. Dieser hätte perfide werden können, stattdessen sei er ein seltsames Stückwerk, das es nie schaffe, die einzelnen Bestandteile sinnvoll miteinander zu verbinden und zwischendurch mit Teamstreitereien nerve.
Maximilian Haase meinte auf prisma.de, dass es auch in diesem Fall massenhaft herrliche Bonmots hagle. Getragen werde der angespannt-amüsante Krimi von der allpräsenten, doch humorvoll dekonstruierten Angst, und natürlich von einem wieder wunderbar aufspielenden Ermittlertrio, das sich selbst in aberwitzige Dialoge und Situationen begibt.
Tilmann P. Gangloff schrieb auf evangelisch.de, dass neben der Handlung und kleinen Überraschungen vor allem die Dialoge zwischen den drei Hauptfiguren großen Spaß machten.